# Dicranomyia novemmaculata
Dicranomyia novemmaculata är en tvåvingeart som först beskrevs av Gabriel Strobl 1906.  Dicranomyia novemmaculata ingår i släktet Dicranomyia och familjen småharkrankar. Inga underarter finns listade i Catalogue of Life.